# Brookland (Distrito de Columbia)

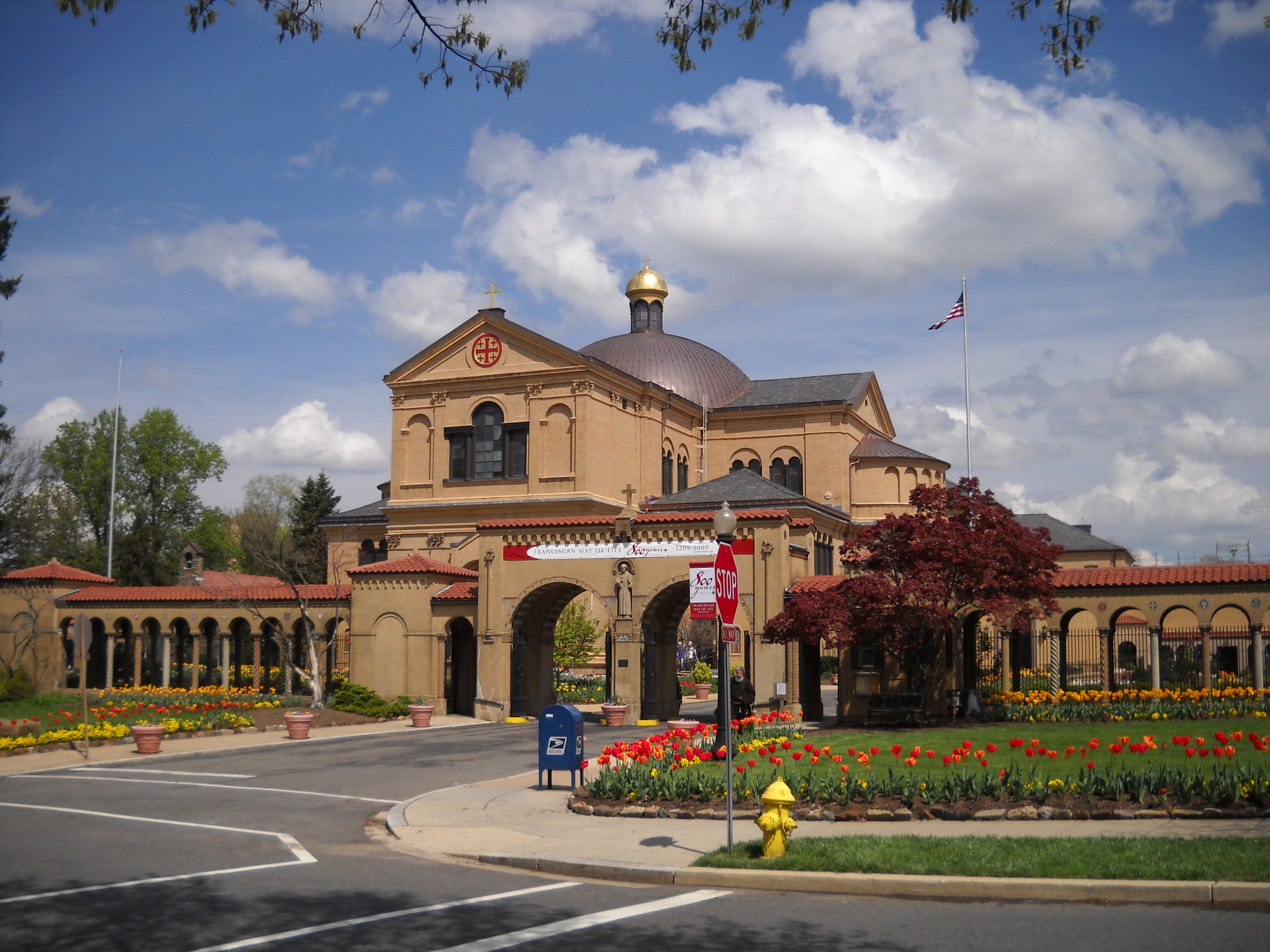
Monasterio Franciscano Monte del Santo Sepulcro, en Brookland.

Brookland es una zona del noreste del Distrito de Columbia (Estados Unidos de América).
Brookland limita con la calle 9.ª NE al oeste, la Avenida de Rhode Island NE al sur, la Avenida de Dakota del Sur al este, y la Avenida de Míchigan entre las calles 9.ª NE y 14.ª NE al norte.
La estación denominada Brookland-CUA de la línea roja del metro de Washington se sitúa en Brookland.

## Historia
Durante la mayor parte del siglo XIX la zona era terreno agrario perteneciente a las familias Middletown y Queen, y de esa época es la mansión Bellair, conocida como mansión Brooks porque fue construida por el coronel Jehiel Brooks, marido de Ann Margaret Queen, y que en la actualidad alberga la sede y los estudios de la corporación de televisiones públicas del Distrito de Columbia.
Las tierras del coronel Brooks derivaron en una parcelación conocida como Brookland.
En 1887, la Iglesia católica adquirió las tierras de la otra familia, los Middletown, adyacentes a Brookland, para ubicar allí la Universidad Católica de América (CUA). La presencia de la Universidad Católica atrajo muchas otras organizaciones e instituciones católicas a la zona, como la Universidad Trinity Washington, fundada en 1897, y el Monasterio Franciscano Monte del Santo Sepulcro, en 1905. En 1920 comenzó la construcción de la Basílica del Santuario Nacional de la Inmaculada Concepción, y cerca de 60 instituciones católicas se establecieron en Brookland, por lo que la zona se ganó el alias de "la pequeña Roma".
- Datos: Q4575058
- Multimedia: Brookland, Washington, D.C. / Q4575058